# Kevin Keegan
Kevin Keegan (født 14. februar 1951) er en tidligere engelsk fodboldspiller og fodboldtræner. I perioden 1973-1982 spillede han 63 landskampe og scorede 21 mål. På klubplan repræsenterede han bl.a. Scunthorpe United (1968-1971), Liverpool FC (1971-1977), Hamburger SV (1977-1980), Southampton FC (1980-1982) og Newcastle United FC (1982-1984), for hvilken klub han ligeledes var træner i fra 1992 til 1997. Han fortsatte herefter trænergerningen i Fulham FC fra 1998-1999 og blev herefter udnævnt til landstræner (1999-2000), hvilket ikke blev den store succes. Fra 2001 til 2005 var han træner for Manchester City. Han blev kåret som Europas bedste fodboldspiller i 1978 og 1979. 
I januar 2008 afløste han Sam Allardyce som manager for Newcastle United FC, men forlod posten igen samme år efter uenigheder med ejer Mike Ashley.